# Episodi di Les Mystères de l'amour (undicesima stagione)
La undicesima stagione della serie televisiva Les Mystères de l'amour è andata in onda in Francia dal 28 novembre 2015 al 6 marzo 2016 sul canale Telemontecarlo.
In Italia è inedita.
| nº | Titolo originale              | Titolo italiano | Prima TV Francia | Prima TV Italia |
| -- | ----------------------------- | --------------- | ---------------- | --------------- |
| 1  | Petits mensonges entre amis   |                 | 28 novembre 2015 |                 |
| 2  | Amours et désamours           |                 | 29 novembre 2015 |                 |
| 3  | Effets secondaires            |                 | 5 dicembre 2015  |                 |
| 4  | Prises et surprises           |                 | 6 dicembre 2015  |                 |
| 5  | Nuits agitées                 |                 | 12 dicembre 2015 |                 |
| 6  | Coupable attirance            |                 | 13 dicembre 2015 |                 |
| 7  | Coquins et coquines           |                 | 19 dicembre 2015 |                 |
| 8  | Tout est mystère dans l'amour |                 | 20 dicembre 2015 |                 |
| 9  | Rendez-vous secrets           |                 | 9 gennaio 2016   |                 |
| 10 | Serial lover                  |                 | 10 gennaio 2016  |                 |
| 11 | Flagrants délits              |                 | 16 gennaio 2016  |                 |
| 12 | Songes et mensonges           |                 | 17 gennaio 2016  |                 |
| 13 | Ultime trahison               |                 | 23 gennaio 2016  |                 |
| 14 | Double trahison               |                 | 24 gennaio 2016  |                 |
| 15 | La chute                      |                 | 30 gennaio 2016  |                 |
| 16 | Inquiétudes                   |                 | 31 gennaio 2016  |                 |
| 17 | Risques d’explosions          |                 | 6 febbraio 2016  |                 |
| 18 | Stress et détresse            |                 | 7 febbraio 2016  |                 |
| 19 | Angoisse                      |                 | 13 febbraio 2016 |                 |
| 20 | Triste Saint Valentin         |                 | 14 febbraio 2016 |                 |
| 21 | La remplaçante                |                 | 20 febbraio 2016 |                 |
| 22 | Libération et arrestation     |                 | 21 febbraio 2016 |                 |
| 23 | Vices et procédures           |                 | 27 febbraio 2016 |                 |
| 24 | Démasqué                      |                 | 28 febbraio 2016 |                 |
| 25 | Retours difficiles            |                 | 5 marzo 2016     |                 |
| 26 | Les fils du destin            |                 | 6 marzo 2016     |                 |